# Arrhenechthites mixtus
Arrhenechthites mixtus là một loài thực vật có hoa trong họ Cúc. Loài này được (A.Rich.) Belcher mô tả khoa học đầu tiên năm 1956.